# 839 Valborg
För andra betydelser, se Valborg (olika betydelser).
839 Valborg eller 1916 AJ är en asteroid i huvudbältet, som upptäcktes 24 september 1916 av den tyske astronomen Max Wolf i Heidelberg. Den är uppkallad efter hjälten i Axel e Valborg av Adam Oehlenschläger.
Asteroiden har en diameter på ungefär 20 kilometer.